# Monico (Wisconsin)
Monico es un pueblo ubicado en el condado de Oneida en el estado estadounidense de Wisconsin. En el Censo de 2010 tenía una población de 309 habitantes y una densidad poblacional de 2,19 personas por km².

## Geografía
Monico se encuentra ubicado en las coordenadas 45°36′5″N 89°8′33″O / 45.60139, -89.14250. Según la Oficina del Censo de los Estados Unidos, Monico tiene una superficie total de 141.32 km², de la cual 139.36 km² corresponden a tierra firme y (1.39%) 1.96 km² es agua.

## Demografía
Según el censo de 2010, había 309 personas residiendo en Monico. La densidad de población era de 2,19 hab./km². De los 309 habitantes, Monico estaba compuesto por el 97.73% blancos, el 0.32% eran afroamericanos, el 0.65% eran amerindios, el 0% eran asiáticos, el 0% eran isleños del Pacífico, el 0% eran de otras razas y el 1.29% pertenecían a dos o más razas. Del total de la población el 0% eran hispanos o latinos de cualquier raza.